# Spitsbergen
Spitsbergen (nota anche col nome tedesco di Spitzbergen) è un'isola della Norvegia, la più estesa dell'arcipelago delle isole Svalbard.

## Geografia e storia
Occupa un'area di 39 044 km² e su di essa si trova la maggior parte della popolazione dell'arcipelago, stanziata nei centri abitati di Longyearbyen, Barentsburg, Ny-Ålesund e Svea. Spitsbergen è bagnata a ovest dal Mare di Groenlandia, a sud dal Mare di Barents a est e a nord dal Mar Glaciale Artico. Il fiordo più lungo dell'isola di Spitsbergen è l'Isfjorden, le cui acque bagnano la maggior parte dei centri abitati dell'arcipelago.
L'isola di Spitsbergen fu scoperta nel 1596 dall'esploratore neerlandese Willem Barents. Sull'isola vi sono anche alcune città fantasma: Advent City, Grumantbyen e Pyramiden, oltre che la stazione radio di Isfjord radio. Il nome dell'isola deriva dalle tre montagne chiamate Tre Corone.

## Galleria d'immagini

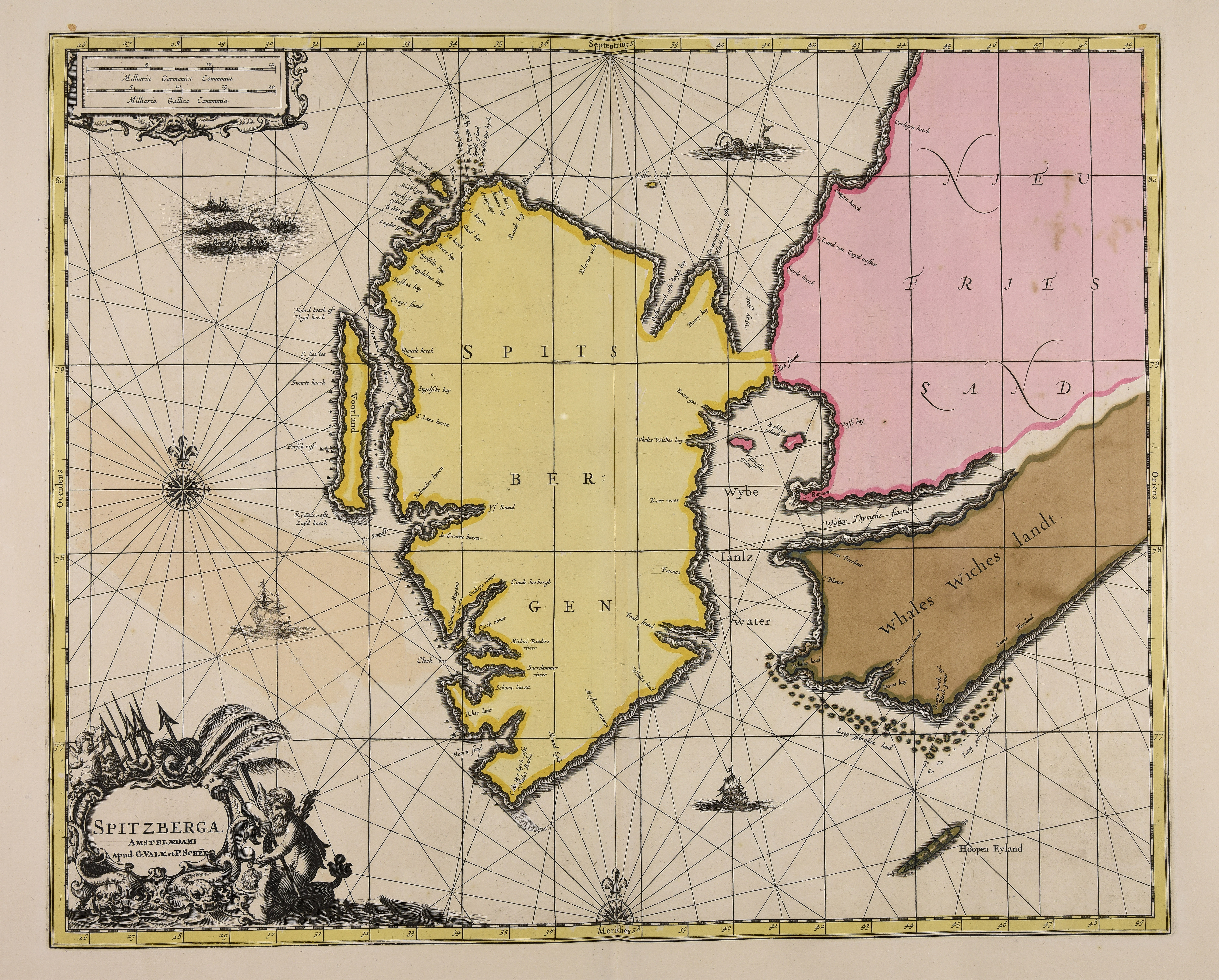
Mappa di Spitsbergen del XVII secolo
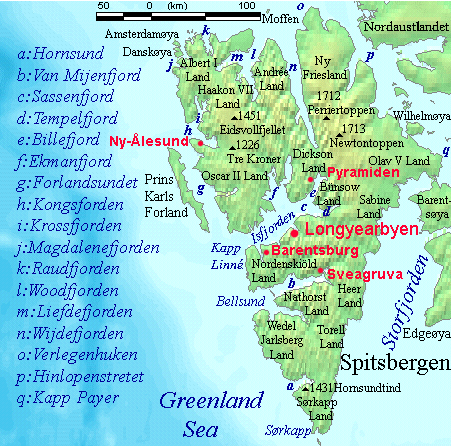
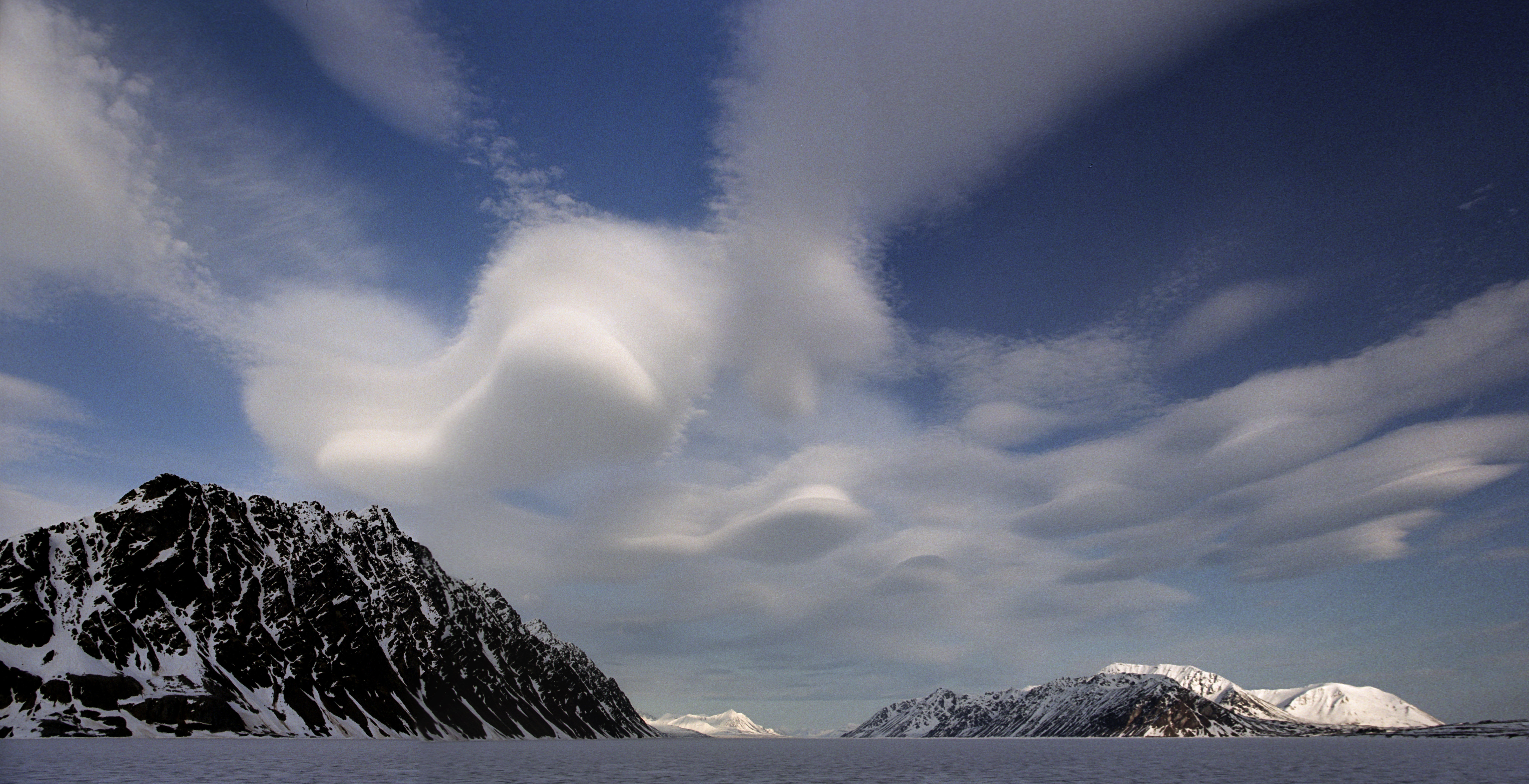
Lilliehöökfjorden
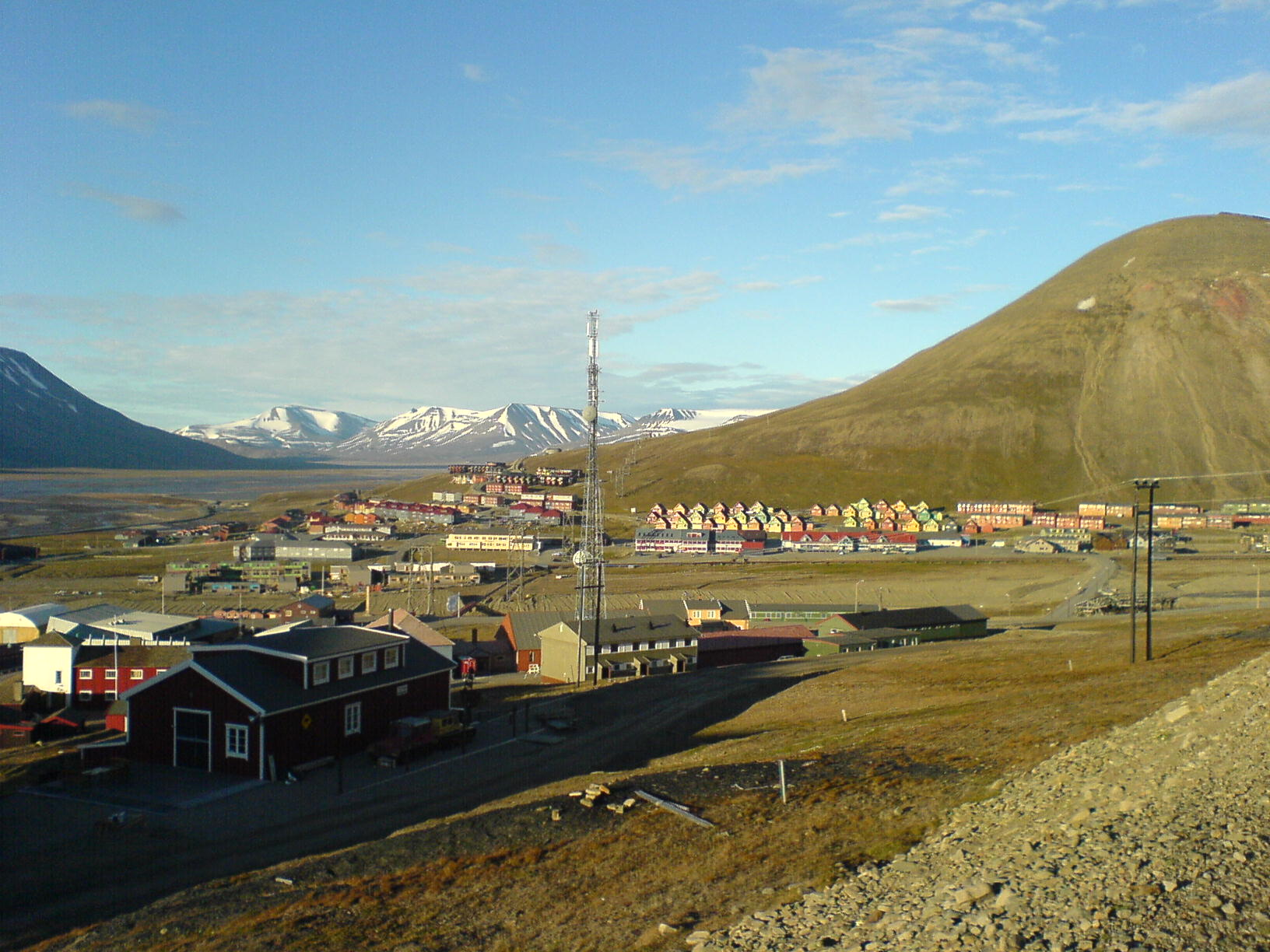
Longyearbyen
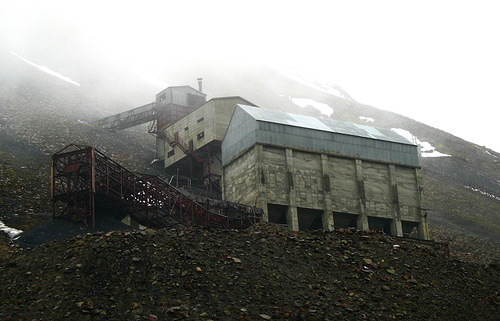
Miniera abbandonata presso Longyearbyen
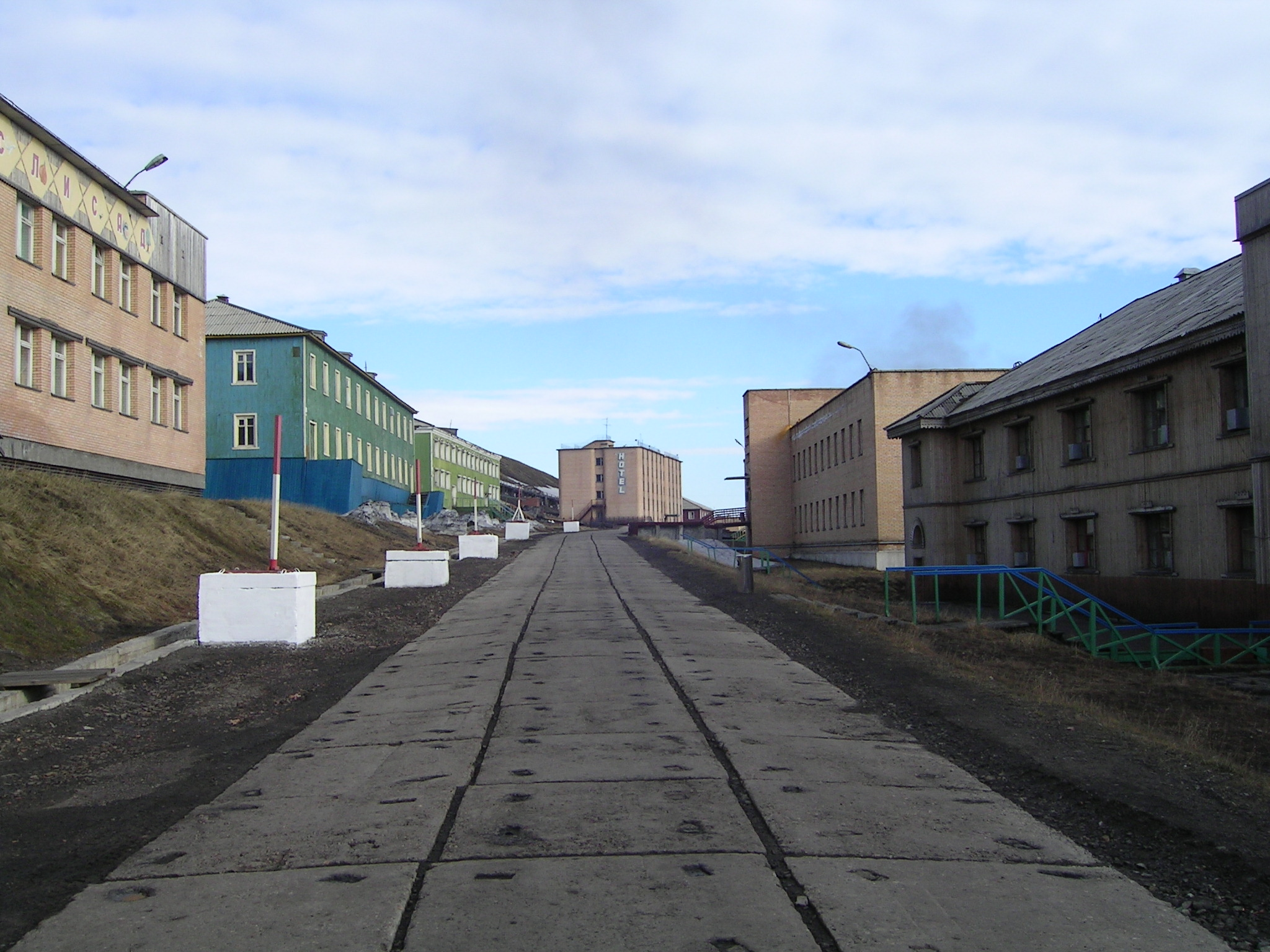
Strada principale di Barentsburg
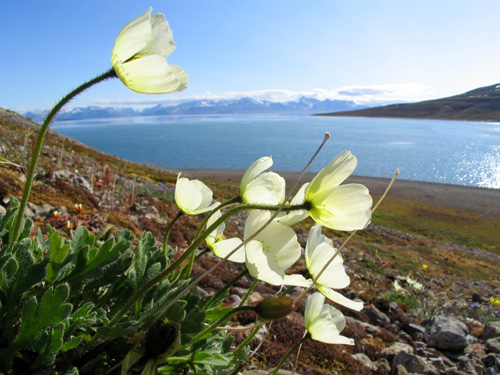
Papaver dahlianum
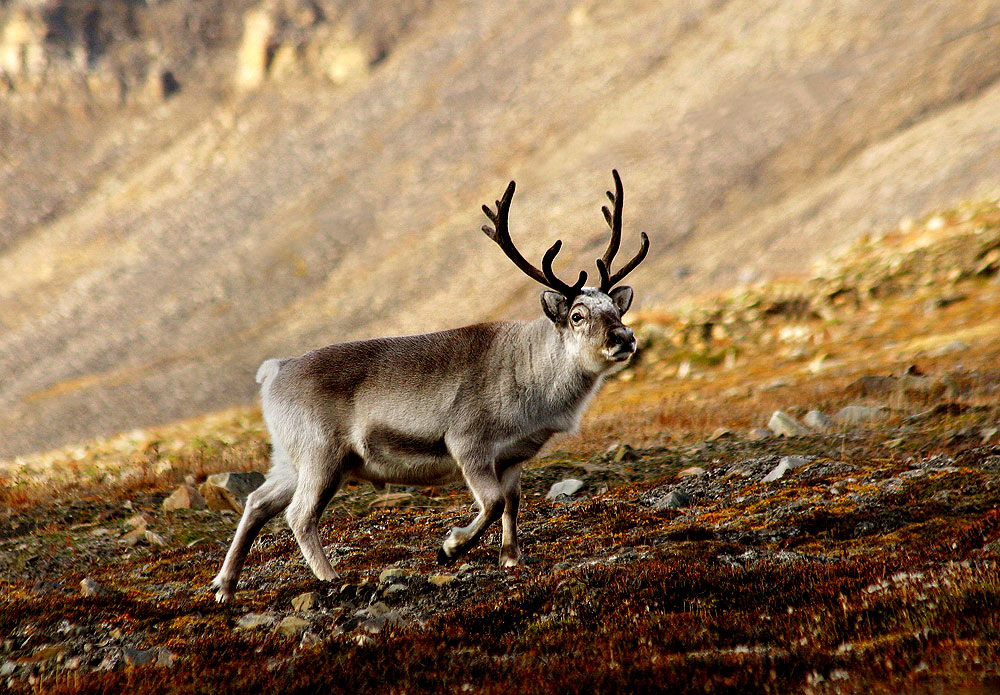
Renna delle Svalbard